# NH Hoteles Rho
Der am 23. März 2009 eröffnete Gebäudekomplex NH Hoteles Rho in Rho bei Mailand, Italien, ist ein Werk des französischen Architekten Dominique Perrault.
Die Hotelanlage besteht aus zwei jeweils in unterschiedliche Richtungen um fünf Grad gegen die Lotrichtung geneigten Türmen mit 72 bzw. 65 Metern Höhe, in deren hinterlüfteten schwarzen Feinsteinzeugfassaden die Fenster jeweils unregelmäßig angeordnet sind.
In der Sockelzone sind beide Hochhäuser durch eine kreuzförmige Lobby sowie die von beiden Hotels gemeinsam genutzten Einrichtungen wie Restaurants, Bar und Frühstücksraum verbunden. Die Gesamtgeschossfläche beträgt 23 800 m². Die von der spanischen Unternehmensgruppe NH Hotel Group betriebene Anlage auf dem Messegelände von Rho besteht aus einem Vier- und einem Drei-Sterne-Hotel mit insgesamt 400 Zimmern und 800 Betten.